# Coppa del Mondo di slalom speciale
La Coppa del Mondo di slalom speciale è un trofeo assegnato annualmente dalla Federazione Internazionale Sci (FIS), a partire dalla stagione 1966/1967, allo sciatore e alla sciatrice che hanno ottenuto il punteggio complessivo più alto nelle gare di slalom speciale del circuito della Coppa del Mondo di sci alpino.

## Lo svolgimento
Nel corso di una stagione di Coppa del Mondo di sci alpino, che si svolge abitualmente da fine ottobre a marzo, si disputano varie gare per ognuna delle specialità alpine. Ai primi 30 classificati di ogni singola gara vengono assegnati punti a scalare (100 punti al vincitore, 1 al 30°).
La classifica della Coppa del Mondo di slalom speciale viene stilata tenendo conto solo dei risultati degli speciali. Alla fine della stagione lo sciatore e la sciatrice con il punteggio complessivo più alto vincono la Coppa del Mondo di specialità.
Il trofeo consegnato al vincitore è una sfera di cristallo, che rappresenta il mondo, su un piedistallo. Ha la stessa forma, ma con dimensioni più piccole, del trofeo spettante ai vincitori della Coppa del Mondo di sci alpino.

## I vincitori
Albo d'oro dei vincitori della Coppa del Mondo di slalom speciale maschile e femminile:
| Stagione  | Uomini                                                 | Uomini          | Donne                           | Donne          |
| Stagione  | Vincitore                                              | Nazionalità     | Vincitrice                      | Nazionalità    |
| --------- | ------------------------------------------------------ | --------------- | ------------------------------- | -------------- |
| 1966/1967 | Jean-Claude Killy                                      | Francia         | Marielle Goitschel Annie Famose | Francia        |
| 1967/1968 | Dumeng Giovanoli                                       | Svizzera        | Marielle Goitschel              | Francia        |
| 1968/1969 | Jean-Noël Augert Alain Penz Patrick Russel Alfred Matt | Francia Austria | Gertrud Gabl                    | Austria        |
| 1969/1970 | Patrick Russel Alain Penz                              | Francia         | Ingrid Lafforgue                | Francia        |
| 1970/1971 | Jean-Noël Augert                                       | Francia         | Britt Lafforgue Betsy Clifford  | Francia Canada |
| 1971/1972 | Jean-Noël Augert                                       | Francia         | Britt Lafforgue                 | Francia        |
| 1972/1973 | Gustav Thöni                                           | Italia          | Patricia Emonet                 | Francia        |
| 1973/1974 | Gustav Thöni                                           | Italia          | Christa Zechmeister             | Germania Ovest |
| 1974/1975 | Ingemar Stenmark                                       | Svezia          | Lise-Marie Morerod              | Svizzera       |
| 1975/1976 | Ingemar Stenmark                                       | Svezia          | Rosi Mittermaier                | Germania Ovest |
| 1976/1977 | Ingemar Stenmark                                       | Svezia          | Lise-Marie Morerod              | Svizzera       |
| 1977/1978 | Ingemar Stenmark                                       | Svezia          | Hanni Wenzel                    | Liechtenstein  |
| 1978/1979 | Ingemar Stenmark                                       | Svezia          | Regina Sackl                    | Austria        |
| 1979/1980 | Ingemar Stenmark                                       | Svezia          | Perrine Pelen                   | Francia        |
| 1980/1981 | Ingemar Stenmark                                       | Svezia          | Erika Hess                      | Svizzera       |
| 1981/1982 | Phil Mahre                                             | Stati Uniti     | Erika Hess                      | Svizzera       |
| 1982/1983 | Ingemar Stenmark                                       | Svezia          | Erika Hess                      | Svizzera       |
| 1983/1984 | Marc Girardelli                                        | Lussemburgo     | Tamara McKinney                 | Stati Uniti    |
| 1984/1985 | Marc Girardelli                                        | Lussemburgo     | Erika Hess                      | Svizzera       |
| 1985/1986 | Rok Petrovič                                           | Jugoslavia      | Roswitha Steiner                | Austria        |
| 1986/1987 | Bojan Križaj                                           | Jugoslavia      | Corinne Schmidhauser            | Svizzera       |
| 1987/1988 | Alberto Tomba                                          | Italia          | Roswitha Steiner                | Austria        |
| 1988/1989 | Armin Bittner                                          | Germania Ovest  | Vreni Schneider                 | Svizzera       |
| 1989/1990 | Armin Bittner                                          | Germania Ovest  | Vreni Schneider                 | Svizzera       |
| 1990/1991 | Marc Girardelli                                        | Lussemburgo     | Petra Kronberger                | Austria        |
| 1991/1992 | Alberto Tomba                                          | Italia          | Vreni Schneider                 | Svizzera       |
| 1992/1993 | Thomas Fogdö                                           | Svezia          | Vreni Schneider                 | Svizzera       |
| 1993/1994 | Alberto Tomba                                          | Italia          | Vreni Schneider                 | Svizzera       |
| 1994/1995 | Alberto Tomba                                          | Italia          | Vreni Schneider                 | Svizzera       |
| 1995/1996 | Sébastien Amiez                                        | Francia         | Elfi Eder                       | Austria        |
| 1996/1997 | Thomas Sykora                                          | Austria         | Pernilla Wiberg                 | Svezia         |
| 1997/1998 | Thomas Sykora                                          | Austria         | Ylva Nowén                      | Svezia         |
| 1998/1999 | Thomas Stangassinger                                   | Austria         | Sabine Egger                    | Austria        |
| 1999/2000 | Kjetil André Aamodt                                    | Norvegia        | Špela Pretnar                   | Slovenia       |
| 2000/2001 | Benjamin Raich                                         | Austria         | Janica Kostelić                 | Croazia        |
| 2001/2002 | Ivica Kostelić                                         | Croazia         | Laure Pequegnot                 | Francia        |
| 2002/2003 | Kalle Palander                                         | Finlandia       | Janica Kostelić                 | Croazia        |
| 2003/2004 | Rainer Schönfelder                                     | Austria         | Anja Pärson                     | Svezia         |
| 2004/2005 | Benjamin Raich                                         | Austria         | Tanja Poutiainen                | Finlandia      |
| 2005/2006 | Giorgio Rocca                                          | Italia          | Janica Kostelić                 | Croazia        |
| 2006/2007 | Benjamin Raich                                         | Austria         | Marlies Schild                  | Austria        |
| 2007/2008 | Manfred Mölgg                                          | Italia          | Marlies Schild                  | Austria        |
| 2008/2009 | Jean-Baptiste Grange                                   | Francia         | Maria Riesch                    | Germania       |
| 2009/2010 | Reinfried Herbst                                       | Austria         | Maria Riesch                    | Germania       |
| 2010/2011 | Ivica Kostelić                                         | Croazia         | Marlies Schild                  | Austria        |
| 2011/2012 | André Myhrer                                           | Svezia          | Marlies Schild                  | Austria        |
| 2012/2013 | Marcel Hirscher                                        | Austria         | Mikaela Shiffrin                | Stati Uniti    |
| 2013/2014 | Marcel Hirscher                                        | Austria         | Mikaela Shiffrin                | Stati Uniti    |
| 2014/2015 | Marcel Hirscher                                        | Austria         | Mikaela Shiffrin                | Stati Uniti    |
| 2015/2016 | Henrik Kristoffersen                                   | Norvegia        | Frida Hansdotter                | Svezia         |
| 2016/2017 | Marcel Hirscher                                        | Austria         | Mikaela Shiffrin                | Stati Uniti    |
| 2017/2018 | Marcel Hirscher                                        | Austria         | Mikaela Shiffrin                | Stati Uniti    |
| 2018/2019 | Marcel Hirscher                                        | Austria         | Mikaela Shiffrin                | Stati Uniti    |
| 2019/2020 | Henrik Kristoffersen                                   | Norvegia        | Petra Vlhová                    | Slovacchia     |
| 2020/2021 | Marco Schwarz                                          | Austria         | Katharina Liensberger           | Austria        |
| 2021/2022 | Henrik Kristoffersen                                   | Norvegia        | Petra Vlhová                    | Slovacchia     |
| 2022/2023 | Lucas Pinheiro Braathen                                | Brasile         | Mikaela Shiffrin                | Stati Uniti    |
| 2023/2024 | Manuel Feller                                          | Austria         | Mikaela Shiffrin                | Stati Uniti    |
| 2024/2025 | Henrik Kristoffersen                                   | Norvegia        | Zrinka Ljutić                   | Croazia        |

## Classifiche per coppe di specialità

### Maschile
| Coppe | Vincitore                     |
| ----- | ----------------------------- |
| 8     | Ingemar Stenmark Svezia       |
| 6     | Marcel Hirscher Austria       |
| 4     | Alberto Tomba Italia          |
| 4     | Henrik Kristoffersen Norvegia |
| 3     | Jean-Noël Augert Francia      |
| 3     | Marc Girardelli Lussemburgo   |
| 3     | Benjamin Raich Austria        |
| 2     | Patrick Russel Francia        |
| 2     | Alain Penz Francia            |
| 2     | Gustav Thöni Italia           |
| 2     | Armin Bittner Germania Ovest  |
| 2     | Thomas Sykora Austria         |
| 2     | Ivica Kostelić Croazia        |

### Femminile
| Coppe | Vincitrice                   |
| ----- | ---------------------------- |
| 8     | Mikaela Shiffrin Stati Uniti |
| 6     | Vreni Schneider Svizzera     |
| 4     | Erika Hess Svizzera          |
| 4     | Marlies Schild Austria       |
| 3     | Janica Kostelić Croazia      |
| 2     | Marielle Goitschel Francia   |
| 2     | Britt Lafforgue Francia      |
| 2     | Lise-Marie Morerod Svizzera  |
| 2     | Roswitha Steiner Austria     |
| 2     | Maria Riesch Germania        |
| 2     | Petra Vlhová Slovacchia      |

## Classifiche per vittorie

### Maschile
| Gare | Vincitore                     |
| ---- | ----------------------------- |
| 40   | Ingemar Stenmark Svezia       |
| 35   | Alberto Tomba Italia          |
| 32   | Marcel Hirscher Austria       |
| 25   | Henrik Kristoffersen Norvegia |
| 16   | Marc Girardelli Lussemburgo   |
| 15   | Ivica Kostelić Croazia        |
| 14   | Benjamin Raich Austria        |
| 14   | Mario Matt Austria            |
| 14   | Clément Noël Francia          |
| 13   | Jean-Noël Augert Francia      |
| 11   | Giorgio Rocca Italia          |
| 11   | Felix Neureuther Germania     |
| 10   | Thomas Stangassinger Austria  |
| 10   | Kalle Palander Finlandia      |

### Femminile
| Gare | Vincitrice                   |
| ---- | ---------------------------- |
| 64   | Mikaela Shiffrin Stati Uniti |
| 35   | Marlies Schild Austria       |
| 34   | Vreni Schneider Svizzera     |
| 21   | Petra Vlhová Slovacchia      |
| 21   | Erika Hess Svizzera          |
| 20   | Janica Kostelić Croazia      |
| 18   | Anja Pärson Svezia           |
| 15   | Perrine Pelen Francia        |
| 14   | Pernilla Wiberg Svezia       |
| 11   | Hanni Wenzel Liechtenstein   |
| 10   | Lise-Marie Morerod Svizzera  |